# Aplicativo matador

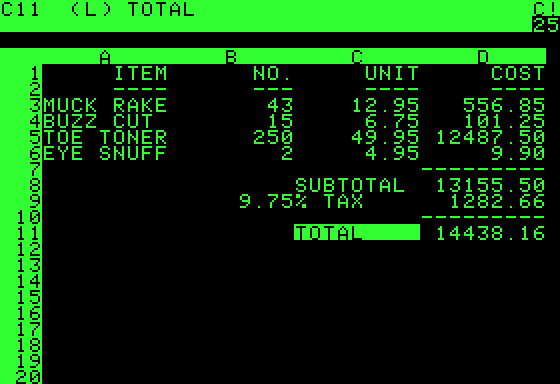
Imagem de Visicalc, a primeira planilha eletrônica, lançada em 1979, para Apple II

Um aplicativo matador (do inglês, killer application ou killer app) no jargão dos tecnólogos, é um programa que é considerado tão necessário, desejável ou melhor que os outros que, para muitos consumidores, justifica por si só a compra ou a adoção de um tipo particular de computador,  de console de videogame, software, de sistema operacional ou de telefone celular. Um killer app pode aumentar substancialmente as vendas da plataforma sobre a qual ele roda. O primeiro exemplo desse tipo foi o Visicalc, a primeira planilha eletrônica, lançada em 1979, para Apple II.